# Peter Osgood
Peter Osgood, född 20 februari 1947 i Windsor, Berkshire, England, Storbritannien, död 1 mars 2006, var en engelsk fotbollsspelare på 1960- och 1970-talen.
Osgood spelade i Southampton 1974 - 1978 men det var i Chelsea han nådde sina största framgångar. Han gjorde 150 mål för klubben och var högst delaktig i segern i FA-cupen 1970 och triumfen i Cupvinnarcupen året därpå. "Ossie", som han kallades, var en klassisk centerforward som var bra på huvudet och hade känsla för var målet fanns.
När han avled den 1 mars 2006, 59 år gammal, hyllades han av Chelseas fans och spelare som den bäste, tillsammans med Gianfranco Zola, att ha spelat i Chelseatröjan. Vid en ceremoni den 1 oktober 2006 lades hans aska till den sista vilan under straffpunkten vid den södra läktaren (Shed End) på Stamford Bridge.
På dagen fyra år efter att Peter Osgoods aska placerades under straffpunkten hyllades "The King of Stamford Bridge" ännu en gång. En staty till minne av Osgood avtäcktes utanför West Stand på Stamford Bridge.